# Коломенская (слобода)
Коломенская — слобода в Венёвском районе Тульской области России.
В рамках административно-территориального устройства входит в Озеренский сельский округ Венёвского района, в рамках организации местного самоуправления включается в Центральное сельское поселение.

## География
Расположена у северной границы города Венёв.

## Население
| 2002 | 2010 |
| ---- | ---- |
| 78   | ↗106 |

Население — 106 чел. (2010).